# Загороднев, Василий Иванович
Васи́лий Ива́нович Загороднев (1919—1944) — капитан Рабоче-крестьянской Красной Армии, участник Великой Отечественной войны, Герой Советского Союза (1945).

## Биография
Василий Загороднев родился 29 декабря 1919 года в селе Лох (ныне — Новобурасский район Саратовской области). После окончания девяти классов школы заведовал клубом в родном селе. В 1939 году был призван на службу в Рабоче-крестьянскую Красную Армию. Окончил Орджоникидзевское пехотное училище. С августа 1942 года — на фронтах Великой Отечественной войны. Принимал участие в боях на Северо-Кавказском и 1-м Белорусском фронтах. Участвовал в битве за Кавказ, освобождении Крыма, Белорусской ССР. В боях четырежды был ранен. К июлю 1944 года гвардии капитан Василий Загороднев командовал ротой противотанковых ружей 62-го гвардейского отдельного истребительно-противотанкового дивизиона 55-й гвардейской стрелковой дивизии 28-й армии 1-го Белорусского фронта. Отличился во время освобождения Брестской области Белорусской ССР и Польши.
29 июля 1944 года под массированным вражеским огнём рота Загороднева переправилась через Западный Буг и совместно с артиллерийской батареей перерезала шоссе Брест-Варшава в районе села Зачопки на территории Польши. Противник предпринял несколько массированных контратак, но все они были успешно отражены. В боях Загороднев получил два ранения, но продолжал сражаться. Во время последней контратаки противник бросил против роты Загороднева 20 танков и самоходных орудий, а также около двух пехотных батальонов. Бойцы батальона нанесли ему большие потери. Когда у них кончились боеприпасы, они продолжали сражаться врукопашную, погибнув в полном составе. Подошедшие подкрепления довершили разгром немецких войск. Загороднев был похоронен со своими бойцами в братской могиле в деревне Чернавчицы Брестского района Брестской области Белоруссии.

## Награды
- орден Красной Звезды (28.8.1943)[2]
- медаль «За оборону Кавказа»[1]
- звание Героя Советского Союза (24.3.1945, посмертно):
  - медаль «Золотая Звезда»
  - орден Ленина.

## Память
- Именем Героя Советского Союза В. И. Загороднева названы улицы в Саратове , Бресте[1] и в посёлке городского типа Новые Бурасы Саратовской области.
- Мемориальная доска в память о Загородневе установлена Российским военно-историческим обществом на здании Лоховской семилетней школы, где он учился.